# Prayagraj
Prayagraj (Hindi प्रयागराज, Urdu پریاگراج; Prayāgrāj [prʌˈjɑːɡrɑːdʒ]), bis Oktober 2018 Allahabad (Hindi इलाहाबाद, Urdu الہ آباد Ilāhābād [ɪlɑːhɑːˈbɑːd]), ist eine Millionenstadt (Municipal Corporation) im nordindischen Bundesstaat Uttar Pradesh. Die Stadt ist Verwaltungssitz des Distrikts Prayagraj und der Division Prayagraj.
Bei Prayagraj liegt der Triveni Sangam („Vereinigung von drei Strömen“), hier vereinigen sich der Ganges, Indiens größter Strom, und sein wichtigster Nebenfluss, die Yamuna. Nach einer mythischen hinduistischen Vorstellung kommt ein dritter, unsichtbarer Fluss hinzu – die Sarasvati. Wegen des Triveni Sangam ist  Prayagraj einer der wichtigsten hinduistischen Pilgerorte und alle zwölf Jahre Austragungsort der Kumbh Mela, die als größtes religiöses Fest der Welt gilt.

## Name

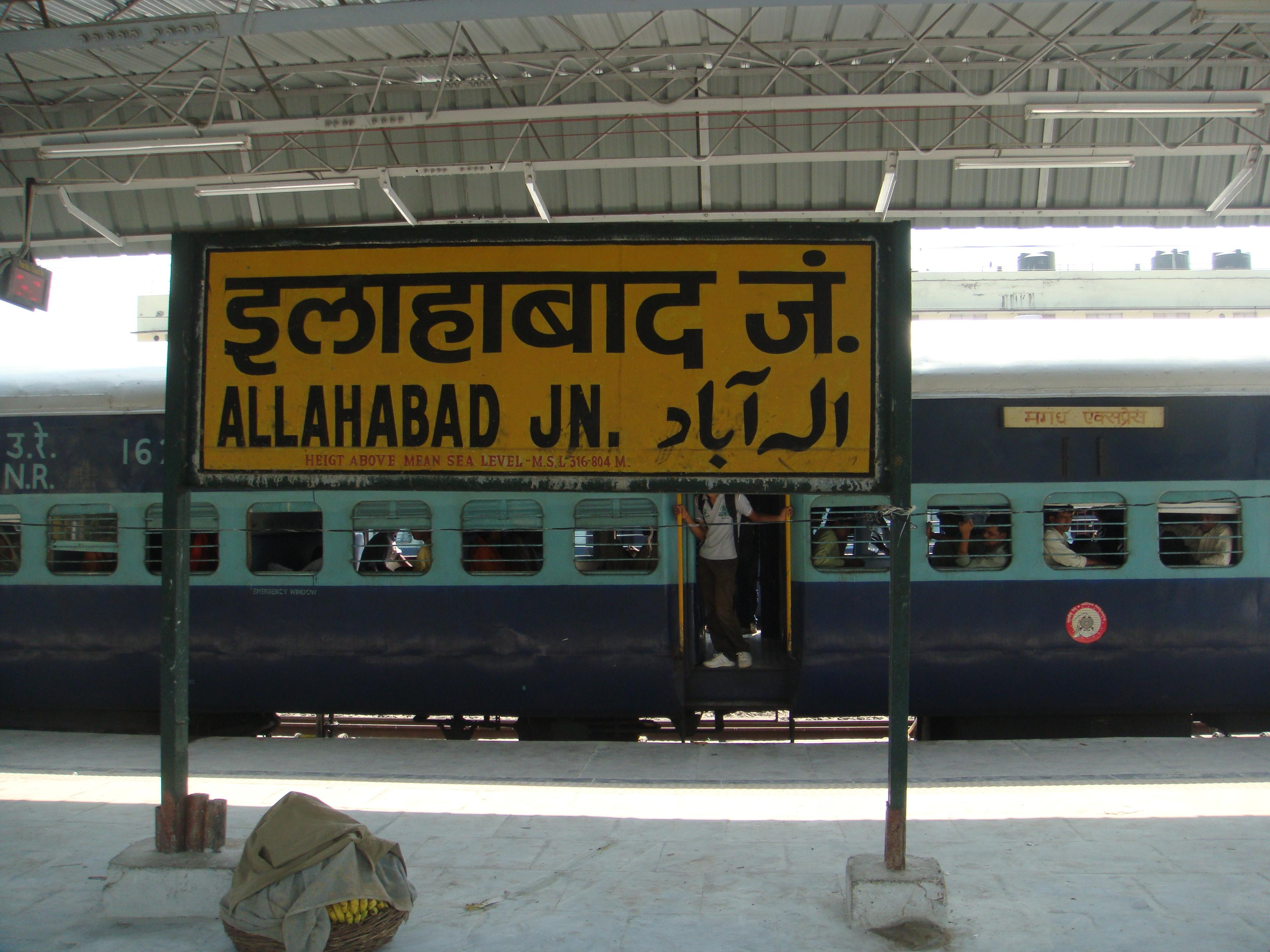
Bahnhofschild mit dem ehemaligen Namen der Stadt auf Hindi, Englisch und Urdu (2012)

Der seit 2018 amtliche Name Prayagraj leitet sich von dem alten Sanskrit-Namen Prayag bzw. Prayaga (प्रयाग) her, welcher „Opferstätte“ bedeutet. Der Name Prayag wird von Hindus heute vor allem im religiösen Zusammenhang verwendet. Der Zusatz -raj, „König“ (vgl. Raja) verweist auf den Status Prayags als sprichwörtlicher „König der Pilgerstätten“. Der Name Allahabad (eigentlich Ilahabad) wurde der Stadt während der islamischen Herrschaftsperiode im Jahr 1583 vom Mogulkaiser Akbar I. verliehen. Er stammt aus dem Persischen, der Hofsprache des Mogulreichs, und bedeutet „Stadt Gottes“ (vgl. Ilah und -abad). 
Von Seiten hindu-nationalistischer Kräfte war seit längerem gefordert worden, Allahabad amtlich in Prayag umzubenennen. Ein Versuch der Namensänderung im Jahr 2001 während der Regierung des Chief Ministers Rajnath Singh (Bharatiya Janata Party, BJP) blieb erfolglos. Nachdem die BJP bei der Parlamentswahl in Uttar Pradesh 2018 die absolute Mehrheit errungen hatte, holte die Regierung des Chief Ministers Yogi Adityanath diese alten Pläne wieder aus den Schubladen. Am 16. Oktober 2018 erhielt die Stadt amtlich den Namen Prayagraj. Während in der Vergangenheit zahlreiche indische Städte aus antikolonialistischen oder regionalistischen Beweggründen umbenannt wurden (z. B. Bombay in Mumbai, Calcutta in Kolkata oder Madras in Chennai), war die Umbenennung von Allahabad in Prayagraj wegen ihrer anti-muslimischen Untertöne erheblich umstrittener.

## Lage
Prayagraj liegt beim Zusammenfluss der Flüsse Ganges und Yamuna in einer Höhe von ca. 100 m ü. d. M. Westlich von  Prayagraj beginnt der zwischen Ganges und Yamuna gelegene Doab, nördlich beginnt die Region Awadh (früher Oudh), südlich liegen die historischen Regionen Baghelkhand und Bundelkhand. Durch die Stadt führt die Grand Trunk Road, die wichtigste Ost-West-Straßenverbindung Nordindiens; darüber hinaus hat die Stadt einen nationalen Flughafen (IATA-Code: IXD) und ist an das indische Eisenbahn-Verkehrsnetz angeschlossen. Die indische Hauptstadt Delhi befindet sich ca. 700 km (Fahrtstrecke) nordwestlich; Kolkata liegt gut 800 km südöstlich. Das Klima ist warm; Regen fällt nahezu ausschließlich in den Monsunmonaten, die für gewöhnlich von Juli bis September dauern.

## Bevölkerung
Der anhaltende Anstieg der städtischen Bevölkerungszahlen beruht im Wesentlichen auf der Zuwanderung von Familien aus dem Umland.
| Jahr      | 1991    | 2001      | 2011      |
| --------- | ------- | --------- | --------- |
| Einwohner | 792.858 | 1.018.092 | 1.168.385 |

Gut 76 % der Einwohner sind Hindus und knapp 22 % sind Muslime; andere Religionen wie Christentum, Sikhismus, Jainismus und Buddhismus bilden Splittergruppen. Die Stadt ist gleichwohl Sitz des römisch-katholischen Bistums Allahabad und des Bistums Lucknow der anglikanisch-methodistischen Church of North India. Der Anteil der männlichen Bevölkerung ist knapp 18 % höher als der weibliche, was einerseits in Nordindien wegen der hohen Abtreibungsrate von Mädchen nicht ungewöhnlich ist, andererseits aber auch mit dem Zustrom von männlichen Arbeitern aus den ländlichen Gebieten im Hinterland zusammenhängt. Man spricht Hindi und Urdu, aber auch Englisch und die Regionalsprache Awadhi sind weitverbreitet.

## Wirtschaft
Das Umland von Prayagraj, insbesondere der Doab, ist in hohem Maße landwirtschaftlich orientiert; in der Stadt selbst sind Händler,  Handwerker und Dienstleister aller Art ansässig. In den letzten Jahrzehnten sind auch kleinere Industriebetriebe entstanden. Wichtig ist auch der Pilgerfremdenverkehr.

## Geschichte

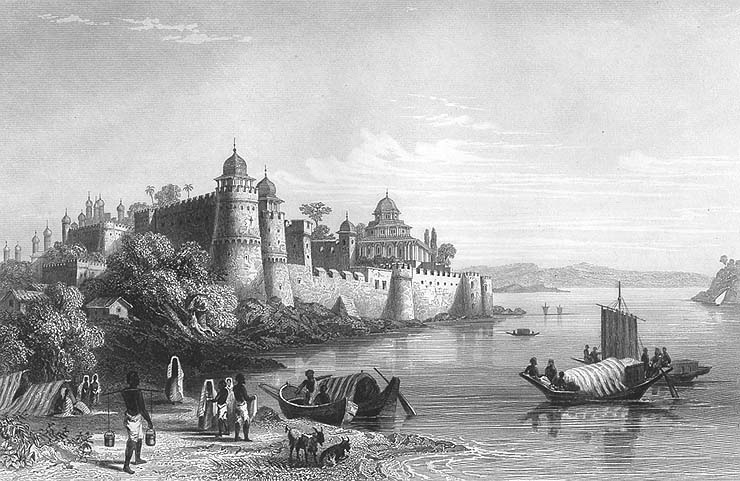
Historische Ansicht des Forts Allahabad (um 1850)

Der Zusammenfluss von Ganges und Yamuna gilt seit alters her als heiliger Ort. Unter seinem alten Namen Prayag wird Prayagraj bereits in Werken der altindischen Literatur wie dem Mahabharata-Epos oder dem Rechtstext Manusmriti erwähnt. Das älteste Bauwerk in Prayagraj ist eine Ashoka-Säule aus dem 3. Jahrhundert v. Chr., die heute im Fort Allahabad steht. Aus dem 4. Jahrhundert n. Chr. ist eine Inschrift des Gupta-Herrschers Samudra Gupta erhalten. Der Chinese Xuanzang (Hsüan Tsang), der im 7. Jahrhundert als buddhistischer Pilger nach Indien kam, besuchte Prayag und beschrieb die Stadt als wichtiges hinduistisches Heiligtum.
Im Jahr 1194 wurde Prayag von Muhammad von Ghur erobert und kam unter die muslimische Herrschaft des Sultanats von Delhi. Der Mogulkaiser Akbar (reg. 1556–1605) ließ in den Jahren nach 1583 das Fort Allahabad erbauen, benannte Prayag in Allahabad um und machte die Stadt zur Hauptstadt einer Provinz des Mogulreiches. Akbars Sohn Selim, der spätere Kaiser Jahangir (reg. 1605–1627), diente vor seiner Thronbesteigung als Statthalter in Allahabad. Mit dem Niedergang des Mogulreiches wechselte Allahabad im 18. Jahrhundert mehrfach den Herren. Im Jahr 1764 richteten die Briten eine Garnison in Allahabad ein. 1801 trat der Nawab von Oudh die Stadt an die Britische Ostindien-Kompanie ab, sodass Allahabad endgültig unter britische Kolonialherrschaft kam.
Im Jahr 1857 beteiligte sich Allahabad am Großen Aufstand gegen die Briten. Nach dessen Niederschlagung machten die Briten Allahabad zur Hauptstadt der Northwestern Provinces (ab 1902 United Provinces of Agra and Oudh). 1920 wurde die Hauptstadt aber nach Lucknow verlegt. Nach der indischen Unabhängigkeit 1947 kam Allahabad zum Bundesstaat Uttar Pradesh.

## Sehenswürdigkeiten

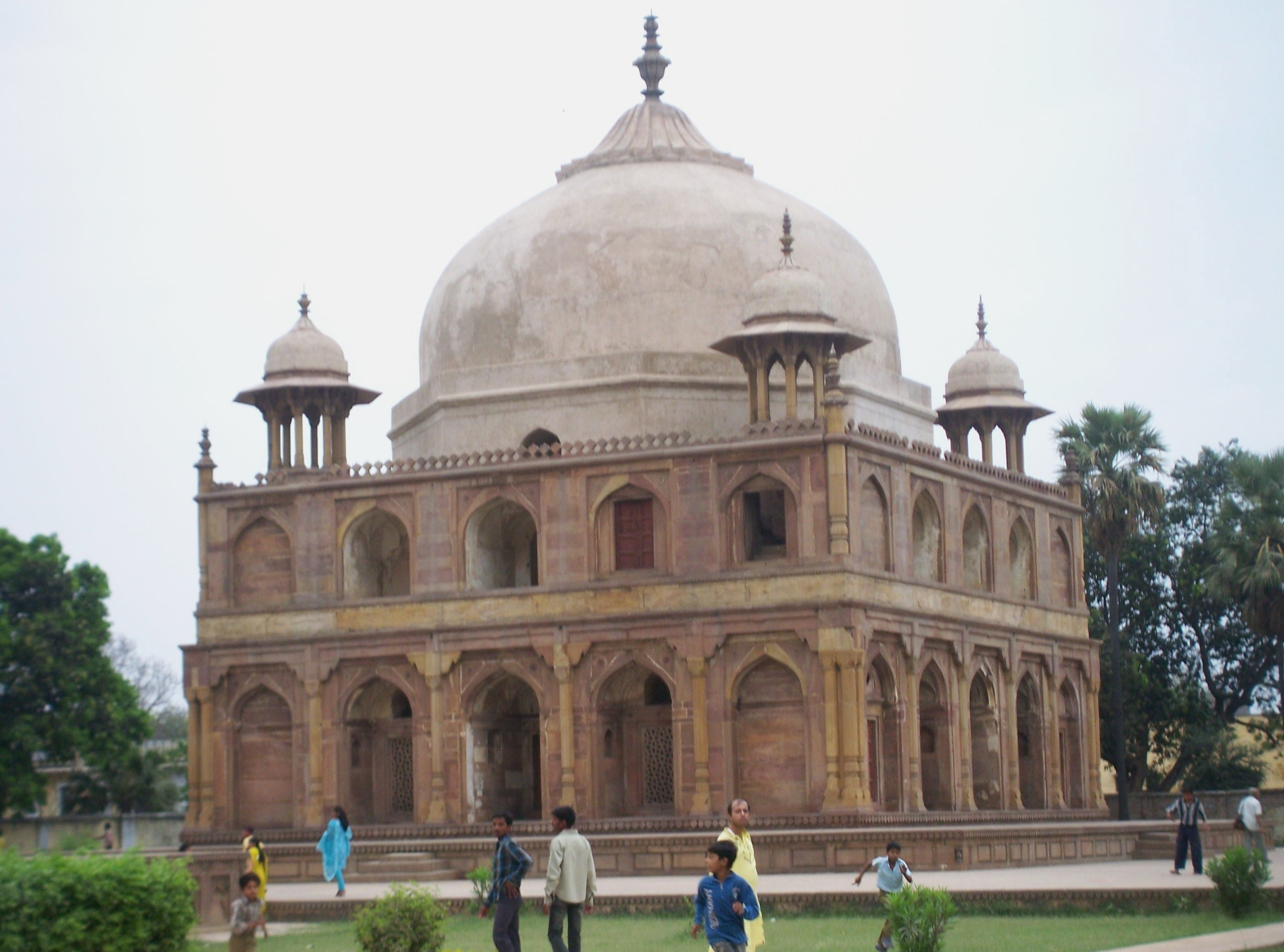
Grabmal Khusraus im Khusrau-Bagh

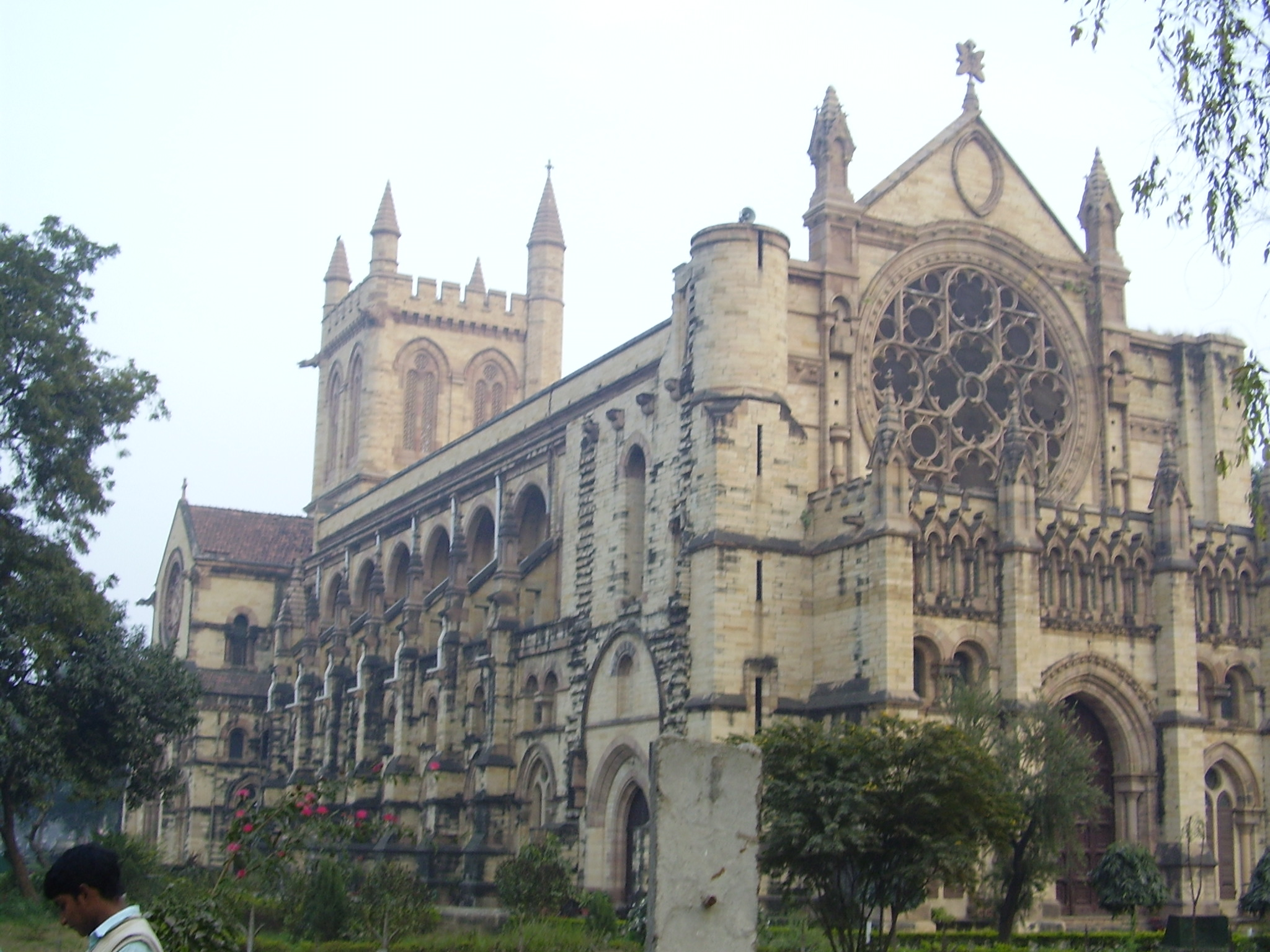
All Saints Cathedral

Hauptsehenswürdigkeit Prayagrajs ist wegen seiner religiösen Bedeutung der Triveni Sangam. Daneben verfügt die Stadt über eine Reihe von Baudenkmälern sowohl aus der Mogulzeit als auch aus der Epoche der britischen Herrschaft.
- Das bedeutendste Bauwerk aus der islamischen Periode ist das am Zusammenfluss von Ganges und Yamuna gelegene Fort Allahabad, dessen Bau im Jahr 1583 vom Mogulkaiser Akbar in Auftrag gegeben wurde und über 45 Jahre später fertiggestellt wurde. Im Inneren des Forts befinden sich die Ashoka-Säule aus dem Jahr 232 v. Chr. sowie zwei wichtige hinduistische Heiligtümer: Der Patalpur-Tempel sowie der heilige Banyanbaum Akshaya Vat, von dem sich – der Legende zufolge – einst zahlreiche Gläubige in den Tod gestürzt haben, um den Zustand der Erlösung zu erlangen. Der größte Teil des Forts wird heute von den indischen Streitkräften genutzt und ist daher nicht öffentlich zugänglich.
- Ein weiteres Beispiel für die indo-islamische Architektur in Prayagraj ist der Khusrau-Bagh. In der ummauerten Gartenanlage nahe dem Bahnhof Prayagraj Junction befinden sich die aus dem 17. Jahrhundert stammenden Grabdenkmäler Khusrau Mirzas, dem ältesten Sohn Kaiser Jahangirs, sowie seiner Mutter und Schwester.
- Aus der britischen Zeit stammen eine Reihe von Repräsentationsbauten aus dem 19. Jahrhundert. Hierzu gehört die 1887 im Stil der viktorianischen Neugotik erbaute All Saints Cathedral, während das Gebäude des Allahabad High Court (1916) und einige der Bauten der University of Allahabad wie das Muir College (1874) oder die Allahabad Public Library (1864) den indo-sarazenischen Mischstil vertreten.
- Ferner gehört zu den Sehenswürdigkeiten Prayagrajs der Anand Bhavan, die ehemalige Wohnstätte der aus Prayagraj stammenden Nehru-Gandhi-Familie. Das am nordöstlichen Stadtrand gelegene Anwesen wurde von Motilal Nehru (1861–1931) gegründet. Im Jahr 1970 übergab Indira Gandhi den Anand Bhavan an die indische Regierung, die es in ein Museum umwandelte. Im Garten des Anand Bhavan befindet sich seit 1979 das Jawahar-Planetarium.
- Das Allahabad-Museum präsentiert eine große Anzahl archäologischer und anderer Ausstellungsstücke aus der Geschichte Indiens.[12]

## Religiöse Bedeutung

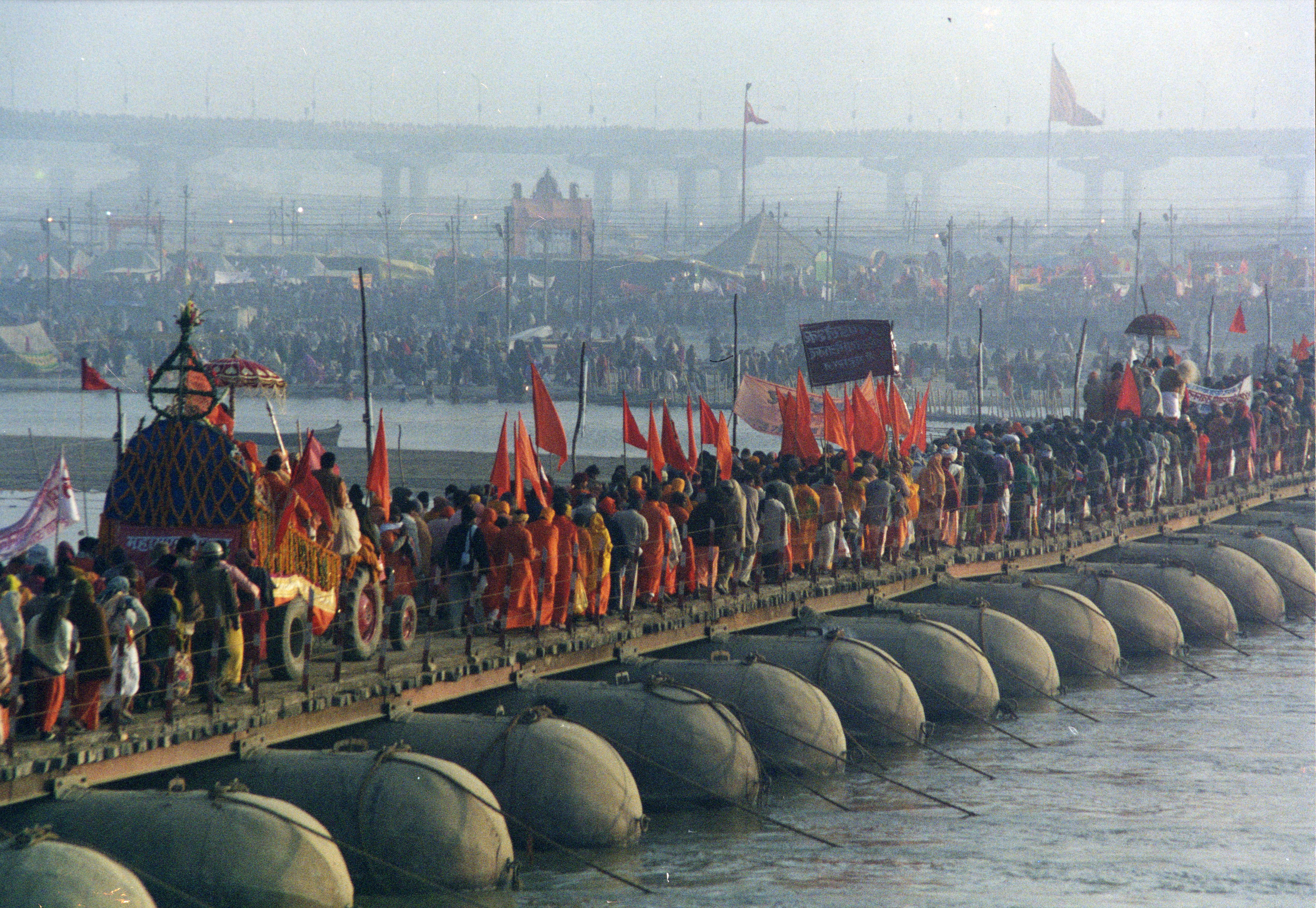
Menschenmassen bei der Kumbh Mela 2001

Als Ort des Zusammenflusses von Ganges und Yamuna, die beide im Hinduismus als heilige Flüsse gelten, besitzt Prayagraj eine große religiöse Bedeutung. Daher ist Prayagraj ein wichtiger hinduistischer Pilgerort und trägt den Beinamen Tirth Raj, „König der Pilgerstätten“.
Alle zwölf Jahre im Januar/Februar findet hier am Triveni Sangam, dem Zusammenfluss von Ganges und Yamuna,  ein großes religiöses Fest, die Kumbh Mela, statt. Die Städte Prayagraj, Nashik, Ujjain und Haridwar veranstalten die Kumbh Mela alle drei Jahre im Wechsel, also jeweils im Zwölfjahresrhythmus. Das Fest in Prayagraj gilt dabei als besonders heilig und fand zuletzt vom 14. Januar bis zum 10. März 2013 statt. Sechs Jahre nach der eigentlichen Kumbh Mela (zuletzt 2007) wird zudem die „halbe Kumbh mela“ (Ardh Kumbh Mela) begangen, außerdem feiert man in Prayagraj jährlich die kleinere Magh Mela.
Die Kumbh Mela in Prayagraj gilt als das größte religiöse Fest der Welt: 2013 wurde sie von geschätzten 90–100 Millionen Menschen über einen Zeitraum von 55 Tagen besucht. Allein 35 Millionen versammelten sich am Haupttag zum Bad im Ganges. Trotz eines enormen Aufgebots von Sicherheitskräften kommt es immer wieder zu Zwischenfällen. So kamen 2013 bei einer Massenpanik am Bahnhof von Prayagraj 36 Menschen ums Leben. Auch zur Ardh Kumbh Mela 2007 kamen schätzungsweise 60–70 Millionen Pilger nach Prayagraj. Bei der jährlichen Magh Mela werden dagegen „nur“ fünf Millionen Menschen erwartet.

## Bildung

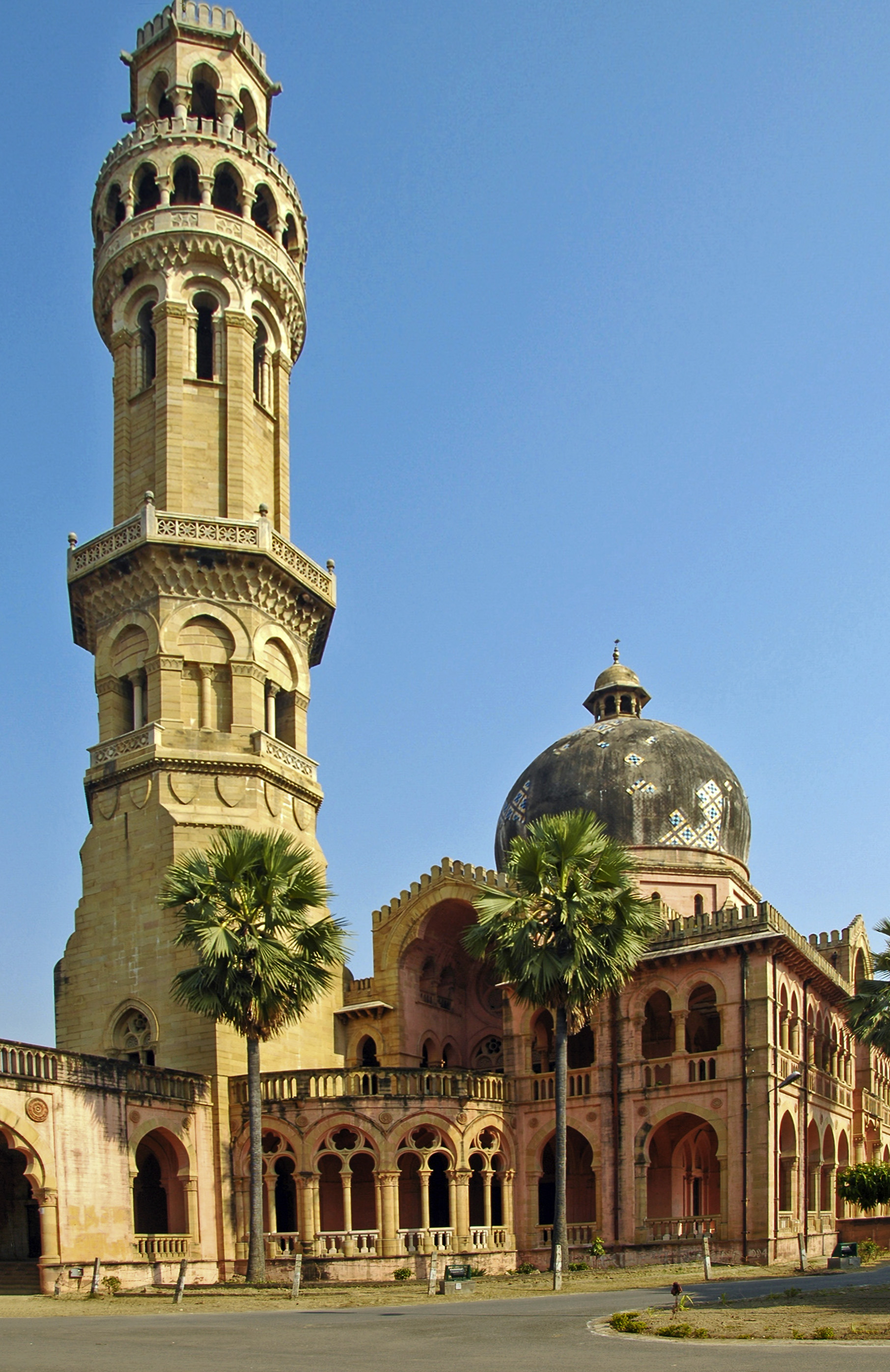
Muir College in der University of Allahabad

Prayagraj ist Sitz dreier staatlicher Hochschulen: Die University of Allahabad wurde während der britischen Kolonialzeit 1887 als vierte Universität Indiens gegründet. Heute gehört sie zu den 25 Bundesuniversitäten (Central Universities), die direkt vom indischen Staat unterhalten werden. Das Motilal Nehru National Institute of Technology (MNNIT) wurde 1961 gegründet und gehört zum Netzwerk der 30 nationalen technischen Hochschulen (National Institutes of Technology) Indiens. Das Indian Institute of Information Technology (Allahabad) (IIIT-A) wurde 1999 gegründet und ist auf Informationstechnologie und Informatik spezialisiert. Im Jahr 1966 wurde das Harish-Chandra Research Institute gegründet. Es bietet etwa 80 Studienplätze in Physik und Mathematik.

## Söhne und Töchter der Stadt
- Motilal Nehru (1861–1931), Anwalt und Staatsmann; Mitbegründer der Swaraj-Partei
- John Nicholas (1879–1929), englischer Fußballspieler
- Purushottam Das Tandon (1882–1962), Politiker
- Jawaharlal Nehru (1889–1964), erster indischer Premierminister
- Vijaya Lakshmi Pandit (1900–1990), Politikerin und Diplomatin
- Hans Bechtler (1904–1998), Schweizer Unternehmer und Kunstsammler
- Dhyan Chand (1905–1979), Hockeyspieler
- Braj Kumar Nehru (1909–2001), Diplomat und Politiker
- Hugh Elliott (1913–1989), britischer Ornithologe und Administrator von Tristan da Cunha
- Indira Gandhi (1917–1984), Politikerin und Premierministerin
- Dharamvir Bharati (1926–1997), Schriftsteller
- Nayantara Sahgal (* 1927), Schriftstellerin und Botschafterin
- Nargis (1929–1981), Filmschauspielerin
- Vishwanath Pratap Singh (1931–2008), Premierminister
- Keshari Nath Tripathi (1934–2023), Politiker
- Hariprasad Chaurasia (* 1938), Meister der Bansuriflöte
- Krishna Mohan Seth (* 1939), Militär und Politiker
- Amitabh Bachchan (* 1942), Schauspieler
- Akbar Ahmed (* 1943), Islamwissenschaftler
- Suresh Goel (1943–1978), Badmintonspieler
- Vijay Bahuguna (* 1947), Politiker
- Damayanti Tambay (* 1948), Badmintonspielerin
- Sara Rai (* 1956), Schriftstellerin
- Sunil Gulati (* 1959), US-amerikanischer Ökonom und Fußballfunktionär
- Atiq Ahmed (1962–2023), Gangster und Politiker
- Vikas Swarup (* 1963), Autor des verfilmten Bestsellers Rupien! Rupien!
- Manindra Agrawal (* 1966), Mathematiker
- Abhinn Shyam Gupta (* 1979), Badmintonspieler
- Nitin Saxena (* 1981), Mathematiker
- Ajay Kumar Saroj (* 1997), Mittelstreckenläufer
- Palak Lalwani (* 1998), Schauspielerin